# 中交ホリディスクエア
中交ホリディスクエア（ちゅうこうホリディスクエア）は、秋田県秋田市旭北錦町にあるショッピングセンター。土地および施設の所有者は秋田中央交通だが、管理・運営は、パン・パシフィック・インターナショナルホールディングス（グループ持株会社）子会社の長崎屋が行っている。

## 概要
秋田中央交通の本社・秋田営業所の旧所在地に、同社がショッピングセンターを建設。長崎屋と賃貸契約を結び「長崎屋秋田店」（ながさきやあきたてん）を核店舗として、1986年11月1日にオープン。1981年に初代秋田店（1969年、同市中通に開業）が完全撤退して以来の長崎屋の復活となったが、2009年9月18日、長崎屋からドン.キホーテ秋田店に転換した。
施設北側に秋田中央交通の長崎屋バスターミナル（長崎屋案内所を兼担している高速バス予約センターも設置）を併設、南側には秋田中央トランスポート専用タクシー乗り場を設置。

## 沿革
- 1986年（昭和61年）11月1日 - 「中交ホリディスクエア（長崎屋秋田店）」オープン[2]。
- 2000年（平成12年）2月13日 - 長崎屋が東京地裁に会社更生法の適用を申請。「長崎屋秋田店」は営業を継続。
- 2007年（平成19年）
  - 12月9日 - 「ファミリーストアなかよし山王店」閉店[3]
  - 12月14日 - 「ジェイマルエー山王店」オープン[3]。
- 2008年（平成20年）2月 - 「ジェイマルエー山王店」を「ジェイマルエー長崎屋店」に改称。
- 2009年（平成21年）
  - 1月4日 - 「ジェイマルエー長崎屋店」閉店[4]。以後、食品売場は一時閉鎖の後、一部（グロサリー売場）は長崎屋が直営で営業した。
  - 8月23日 - 同日の営業を持って長崎屋直轄の売り場を閉鎖。テナントエリアは営業を継続。
  - 9月18日 - 長崎屋秋田店が県内初出店のドン.キホーテに転換し、「ドン.キホーテ秋田店」全館リニューアルオープン[5]。
- 時期不明 - ドン.キホーテ秋田店が、「MEGAドン.キホーテ秋田店」に改称。
- 2025年（令和7年）6月24日 - MEGAドン・キホーテ秋田店にて、政府との随意契約による備蓄米280袋（1袋5キロ）をアプリ会員限定で販売[6]。

## 専門店

### 1F
- ミスタードーナツ秋田山王ショップ（エムディフード東北運営）
- 大阪王将秋田ドンキホーテ店（協和石油運営）
- 謝謝珍味
- そば処 そば一
- 麺屋そうじゅん
- イタリアン・トマト ケーキショップ
- 酒&ワイン ゴールドラック
- ザ・ダイソー
- Breats
- チャウアー
- サンキューメガネ
- げんき堂整骨院
- 保険コミュニティ秋田店
- サンリフォーム
- Aiネイル
- 宇佐美クリーニング
- 日本海チケットドン・キホーテ店
- ファンタジープラザ秋田店
- さすが屋秋田店・iphone修理SHOP秋田店

### 2F
- BOOK・OFF PLUS
- heir salon aki

## アクセス
長崎屋バスターミナルも参照。バスターミナルの名称は「長崎屋」のままである。

## 近隣施設
- イオン秋田中央店
- イオンタウン茨島パワーセンター

### 注
1. ↑  ただしドン・キホーテ直営では無く、長崎屋が運営するドン.キホーテとなる。同時にテナントに関しては、グループ持株会社・パン・パシフィック・インターナショナルホールディングスの関連会社である日本商業施設が管理している。